# إيرني باين
إيرني باين (بالإنجليزية: Ernie Payne)‏ هو لاعب كرة قدم أسترالية أسترالي، ولد في 29 أبريل 1934، وتوفي في 18 مارس 2010.

## وصلات خارجية
- إيرني باين على موقع AustralianFootball.com (الإنجليزية)
- إيرني باين على موقع AFLtables.com (الإنجليزية)